# Motorsport.tv
Pour les articles homonymes, voir Motorsport.
Motorsport.tv est une plateforme mondiale de diffusion sur internet spécialisée dans le sport mécanique, et anciennement une chaîne de télévision qui a racheté Motors TV, « La Télévision Grande Vitesse ».
Motors TV a changé de nom pour motorsport.tv HD le 1er mars 2017. Le 17 septembre 2018, la chaîne cesse définitivement sa diffusion sur Canal, et le 30 septembre sur les autres opérateurs, pour devenir une plateforme OTT sur internet. Début juillet 2019, la plateforme française ferme ; ne subsiste plus que les versions Europe, UK et US / Canada, toutes en langue anglaise.

## Vocation de la chaîne
Créée en 1999, la chaîne a été officiellement lancée le 1er septembre 2000.
Motors TV couvrait l'ensemble des compétitions de sport mécanique : Auto, moto, bateau, avion ou encore motomarine.
En novembre 2016, Motors TV a été acquis par Motorsport Network, qui édite le site spécialisé Motorsport.com. Le 1er mars 2017, Motors TV a été rebaptisée Motorsport.tv et a commencé à diffuser en HD,.
En septembre 2018, Motorsport.tv est devenu un service de vidéo à la demande sur internet. La chaîne linéaire a cessé définitivement sa diffusion le 17 septembre 2018 sur Canal et le 30 septembre 2018 sur tous les autres opérateurs,.

### Identité visuelle

Logo du 1er septembre 2000 au 10 avril 2005
Logo du 10 avril 2005 au 1er mars 2017
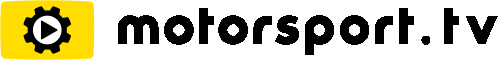
Logo de la chaîne du 1er mars 2017 au 30 septembre 2018, et jusqu’en 2022 sur le service de diffusion

## Slogans
- 2000 - 2018 : « La Télévision Grande Vitesse »

## Administration
Président Directeur Général: 
- Kevin Annison

Directeur Programmes et Acquisitions : 
- Gilbert Roy

Directeur de la Rédaction : 
- Laurent-Frédéric Bollée

Régie Publicitaire : 
- Andrea Media

Directeur du marketing et commercial : 
- Matteo Bisicchia

### Présentateurs et Commentateurs
- Laurent-Frédéric Bollée
- Vincent Perrot
- Anthony Drevet
- Thibaut Austruy
- Fabien Gérard
- Florian Martin
- Guenaelle Longy
- Emmanuel Biston
- Romain Hussonnois
- Ayrton Lemaire
- Eric Celis
- Olivier Jacquemin
- Renaud Lacroix

### Capital
Motors TV était une SA au capital de 16 049 818,80 euros.

Effectif permanent : trente personnes.

Actionnariat : investisseurs privés Cap Lardier, Engine Partners et Europartners.

Sources de financement : publicité (30 %), redevances de distribution (50 %), production et autres (20 %).

Régies publicitaires : intégrée en France, Media Icon en Angleterre.

### Audience / abonnés
Elle comptait plus de 40 millions de foyers abonnés.

## Programmes
Motors TV diffusait ses programmes 7 jours sur 7, 24 heures sur 24. La chaîne proposait 1 200 heures de programmes inédits dont 1/3 étaient diffusés en direct. En 2015, Motors TV a touché un potentiel de 32 millions de foyers en Europe et 42 pays différents dans le monde, diffusait plus de 130 Championnats et plus de 700 heures de directs.

### Programmes phares en 2018
Championnat du Monde des Rallyes FIA :
Le WRC est l’un des trois championnats du monde de la FIA (avec la F1 et le WTCC) et l'un des plus relevés. Pour chacune des treize épreuves de la saison 2011, la couverture débute dès le jeudi soir avec une présentation de l’épreuve, et est suivie par des résumés quotidiens de 48 minutes les vendredi, samedi et dimanche, ainsi qu’un tour d’horizon du rallye le vendredi suivant. La couverture proposée met l'accent sur les caméras embarquées. Un live WRC était proposé sur motorstv.com avec les temps intermédiaires, les faits de course et les réactions des pilotes,.
Monoplace :
Superformula, NZ Toyota Series...
Endurance :
European Le Mans Series, Championnat du monde d'endurance FIA, diffusés en direct et en intégralité.
Grand Tourisme :
 British GT, International GT Open (en direct). 
Courses de berlines :
V8 Supercars australien, Porsche Supercup, etc.
Moto :
 Championnat du monde de Motocross (MXGP, MX2) en direct, AMA Superbike, Canadian Superbike, les championnats de France FFM, ...
Camions :
 Championnat d'Europe de courses de camions
Drift :
 Formula Drift, King of Europe Drift Series, JDM All STARS Drift Series.
Principales émissions :
Vincent Limites (magazine mensuel présenté par Vincent Perrot), Made in France (actualité compétition auto en France), Wheelies (compétition moto en France), Flat out (compilation des accidents du mois), les Débriefings
(F1, WRC) diffusés sur internet.

## Diffusion
Zones de diffusion : Europe, Océan Indien Sud

Modes de diffusion : arrêt définitif de diffusion le 17 septembre 2018 en France sur Canal et le 30 septembre 2018 chez les autres opérateurs.